# Erich Mauss
Erich Mauss (* 29. Juli 1926 in Walkersdorf am Kamp; † 23. Oktober 2013 in Kufstein) war ein österreichischer Politiker (ÖVP) und Weinhauer. Mauss war von 1966 bis 1970 Abgeordneter zum Landtag von Niederösterreich.
Mauss absolvierte nach der Pflichtschule die Wein- und Obstbauschule in Krems an der Donau und diente ab 1943 im Zweiten Weltkrieg. Er geriet in amerikanische Kriegsgefangenschaft und kehrte 1945 aus dem Krieg zurück. Neben seiner Tätigkeit als Weinbauer in Walkersdorf am Kamp übte Mauss zwischen 1965 und 1990 das Amt des Bürgermeisters aus. Er war zudem ab 1969 Bezirksbauernratsobmann und hatte verschiedene Funktionen in landwirtschaftlichen Genossenschaften und Verbänden inne. Des Weiteren war er von 1970 bis 1986 Vizepräsident der Niederösterreichischen Landwirtschaftskammer, von 1970 bis 1985 Präsident des Bundesweinbauverbandes und zwischen 1972 und 1986 Obmann des Weinwirtschaftsfonds. Mauss vertrat die ÖVP zwischen dem 20. Jänner 1966 und dem 4. Mai 1970 im Niederösterreichischen Landtag.